# Хоккайдо

Фізична карта префектури Хоккайдо

Хоккайдо́ (заст. укр. Мацмай; яп. 北海道, ほっかいどう, хоккай до, «Північноморський край») — острів у Тихому океані, другий за величиною в Японському архіпелазі. Належить Японії. Разом із меншими прилеглими островами утворює префектуру Хоккайдо, яка одночасно є однойменним історичним регіоном. В давнину називався Землею Едзо (заст. укр. Єссо; яп. 蝦夷地, えぞち) від екзоніму айнів — «едзо».
Площа острова — 77 984,15 км², довжина берегової лінії — 2767 км.

## Географія

### Рельєф
Хоккайдо лежить у північній частині Японського архіпелагу. Зусібіч острів омивається водою: на заході — Японським морем, на півночі — протокою Соя (протока Лаперуза), на північному сході — Охотським морем, на сході — протоками: Немуро (Кунаширська протока), Зради та Радянською, на півдні — Тихим океаном, а на південному заході — протокою Цуґару.
Хоккайдо поділяється на дві складові частини. Це велика ромбоподібна частина, що займає центр і схід острова, та S-подібний півострів розташований на південному заході. Обидві частини поєднані низиною Ішікарі-Юфуцу.
Ромбоподібна частина є місцем зустрічі двох гірських систем — Едзоських гір, які тягнуться від Сахаліну, і Курильських гір, що беруть свій початок від Камчатки. Перша система поділяється на ряд менших гірських масивів. Це порівняно невисокі гори Тешіо, високі гори Юбарі та Хідака. Вони пролягають із півночі на південь по уявній лінії, що з'єднує протилежні вершини ромба — мис Соя та мис Ерімо. Східна частина цієї гірської системи відгалужена в гірський масив Кітаяма, який переходить у високогір'я Ішікарі й завершується низькими пагорбами Шіранука. Гряда Едзоських гір порізана невеликими рівнинами та долинами. З півночі на південь тягнуться одна за одною рівнина Тонбецу та долини Найоро, Камікава та Фурано. На крайньому півдні їх увінчує рівнина Токачі, розміри якої дорівнюють величині Кантоської рівнини. Друга система заходить у ромбоподібну частину майже під прямим кутом до першої. Вона формує вулканічний пояс, який пронизує острів зі сходу на захід. Найбільшими активними вулканами цієї дуги є Шіретоко, Акан, Шікарібецу, Тайсецу, пік Токачі та інші. Тут знаходяться кратерні озера Машю, Кушшяро, Акан тощо.

### Флора
На Хоккайдо переважають хвойні ліси з ялини та ялиці з густими заростями бамбука в підліску. З висотою ліс поступово замінюється заростями кедрового стланика й березняка, трав'янисто-чагарниковими формаціями й чагарниковими пустками. На півночі острова верхня межа хвойних лісів складає 500 м, в південних районах вони змінюються листопадними широколистяними лісами. На південному заході Хоккайдо широколисті ліси підійматися від узбережжя до висоти 500 м.

## Історія

### Доісторичні та стародавні часи

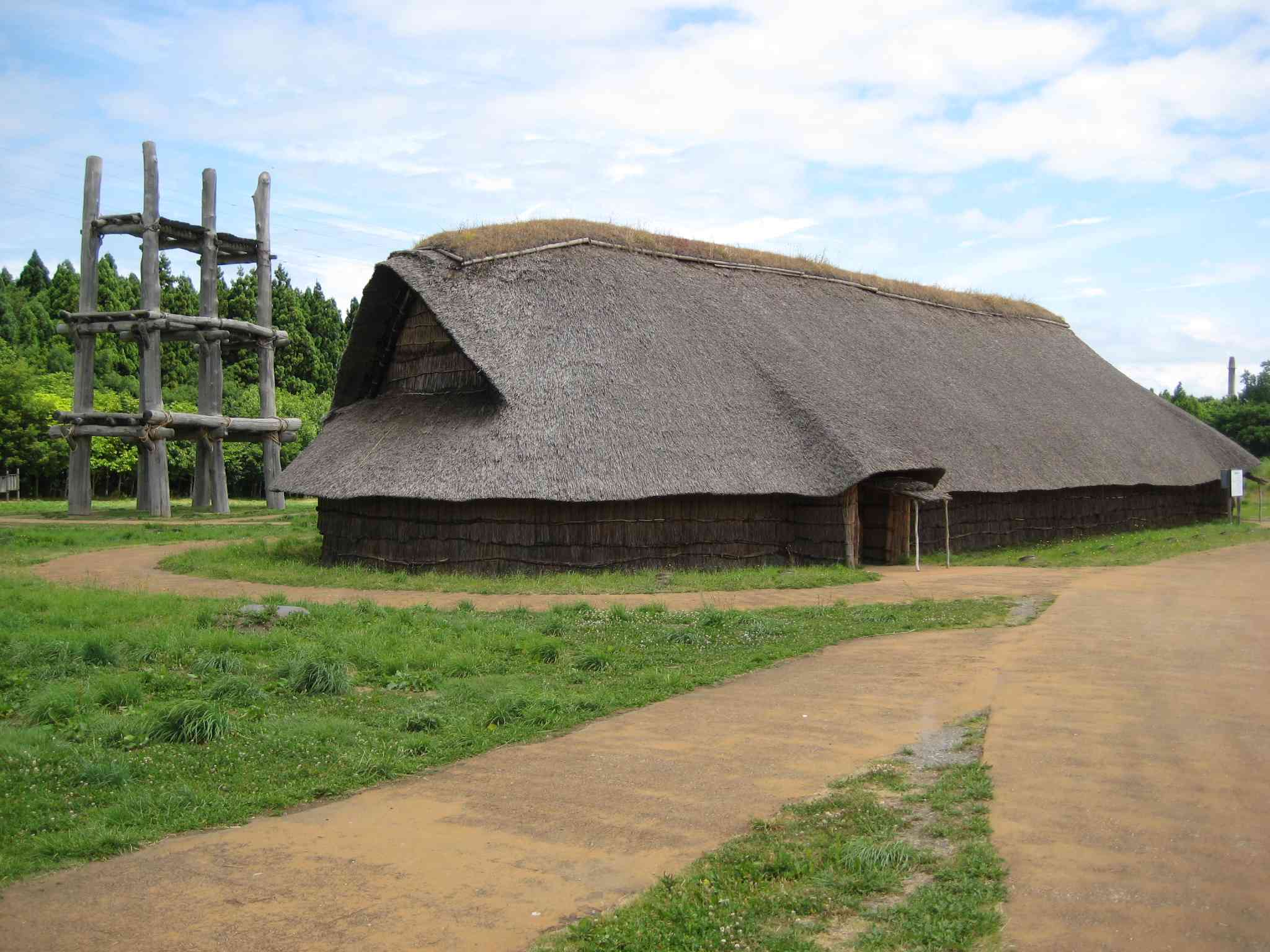
Реконструкція житла джьомонівців на стоянці Саннай Маруяма.

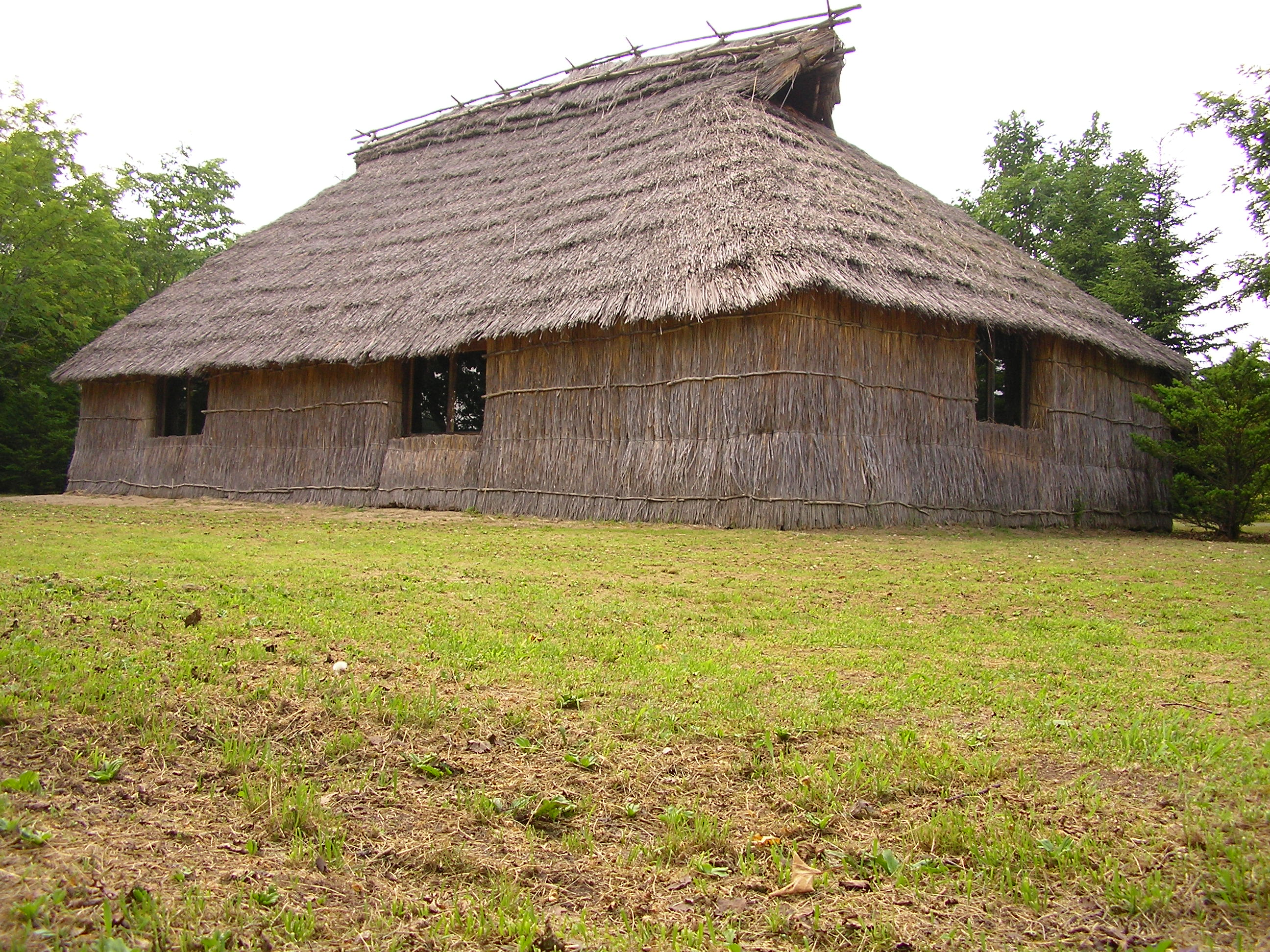
Реконструкція айнського житла в містечку Нібутані.

Найстаріші артефакти, знайдені на території Хоккайдо, належать до епохи пізнього палеоліту. Це кам'яні відщепи, що були виготовлені первісною людиною 25—20 тисяч років тому. Їх було знайдено на гірській стоянці Шюкюбай-Санкакуяма міста Чітосе та стоянці Шімакі містечка Камі-Шіхоро. 15-12 тисяч років тому, в епоху мезоліту, на Хоккайдо поширилася техніка виготовлення кам'яних лез, з якою пов'язують появу культури мікролітичних знарядь. Водночас мешканці острова навчилися використовувати лук і стріли.
Поява кераміки на Хоккайдо датується 8 тисячоліттям до Р. Х. Вона представлена культурою Джьомон. На острові ця культура знайшла своє вираження у двох стилях оформлення посуду — південно-західному та північно-східному. Перший виник під впливом стилю регіону Тохоку сусіднього острова Хоншю, а другий оформився самостійно. Посуд південно-західної частини Хоккайдо був плоскодонним, а північно-східної — гостродонним. Близько 6 тисячоліття до Р. Х. гостродонний посуд поступився плоскодонному, а старі стилі еволюціонували у нові — циліндричний на південному заході та північо-циліндричний на північному сході. У 3-2 тисячолітті до Р. Х. жителі Хоккайдо перейняли із сусіднього Хоншю пишний камеґаокський стиль, який витіснив регіональні стилі.
На межі нашої ери в Японії поширилася нова культура Яйої. Її носії були осілими землеробами. Вони займалися рисівництвом, знали техніку обробки металів і виготовляли новий тип неорнаментованої кераміки. Хоккайдо залишився поза впливом цієї культури. Його мешканці продовжували жити мисливством і збиральництвом, були напівосілими та трималися традицій попередньої епохи Джьомон. Їхня культура отримала назву пост-Джьомонівської. Протягом 3 — 4 століття, під впливом південних сусідів, хоккайдосці стали використовувати металеві знаряддя і виготовляти прикраси з дорогоцінного каміння.
Починаючи із 7 століття, північно-східні райони Хоккайдо, а саме землі узбережжя Охотського моря, перебували під впливом Охотської культури. Вона охоплювала ареал Курильських островів та узбережжя Приморського краю. Її носіями були тунгусо-алтайські племена мисливців на морського звіра, пращури нівхів. Вони використовували кам'яні, залізні та кістяні знаряддя праці. Велике поселення та могильник північних цих мисливців було знайдено на стоянці Мойоро на території міста Абашірі. Найбільш пізні пам'ятки Охотської культури датуються 9 століттям.
У 8 столітті на базі пост-Джьомонівської культури виникла нова культура Сацумон. Її носіями були прото-айни. Вони займали усю територію острова Хоккайдо, сусідніх Курил та Сахаліну. Так само як джьомонівці, прото-айни були переважно мисливцями-збирачами, хоча й практикували примітивне землеробство. Свою зброю та знаряддя вони виготовляли із заліза, рідше — каменю або кості. Прото-айни торгували із сусідніми нівхами на півночі та японцями на півдні. Останні називали мешканців Хоккайдо й прилеглих територій терміном «едзо» (варвари), а їхню країну «островом едзо», «тисячею островів едзо» або «Заострів'ям». Центром торгівлі прото-айнів з японцями була японська провінція Дева в регіоні Тохоку.
Територія острова тривалий час залишалася малозаселеною. Хоккайдо був віддалений від інших островів Японії, мав складні кліматичні умови та вулканічний ландшафт. У період Камакура на півдні з'явилося перше японське володіння, що належало клану Андо. Повноцінне підкорення острова японцями почалося в період Муроматі Такеда Нобухіро. Практично повністю підкорено нащадком Нобухіро — Мацумае Йошіхіро — на початку XVII ст., де засновано феодальне володіння Мацумае. Останні протягом XVII—XVIII ст. підкорили весь острів, навіть створили перші факторії на Південно-Курильських островах і півдні Сахаліну.
У 1799 році влада роду Мацумае була скасовано, натомість впроваджено пряме правління бакуфу на острові. Для цього створено спеціальне губернаторство Едзо-буґьо (його влада також поширювалася на Курильські острови до о. Урупа включно і частину південного Сахаліну). У 1821 році володіння було повернуто роду Мацумае, але 1855 року остаточно передано в управління бакуфу. У середині 19 ст. через загрозу вторгнення росіян Японія почала заселяти територію сім'ями самураїв.

## Адміністративний устрій

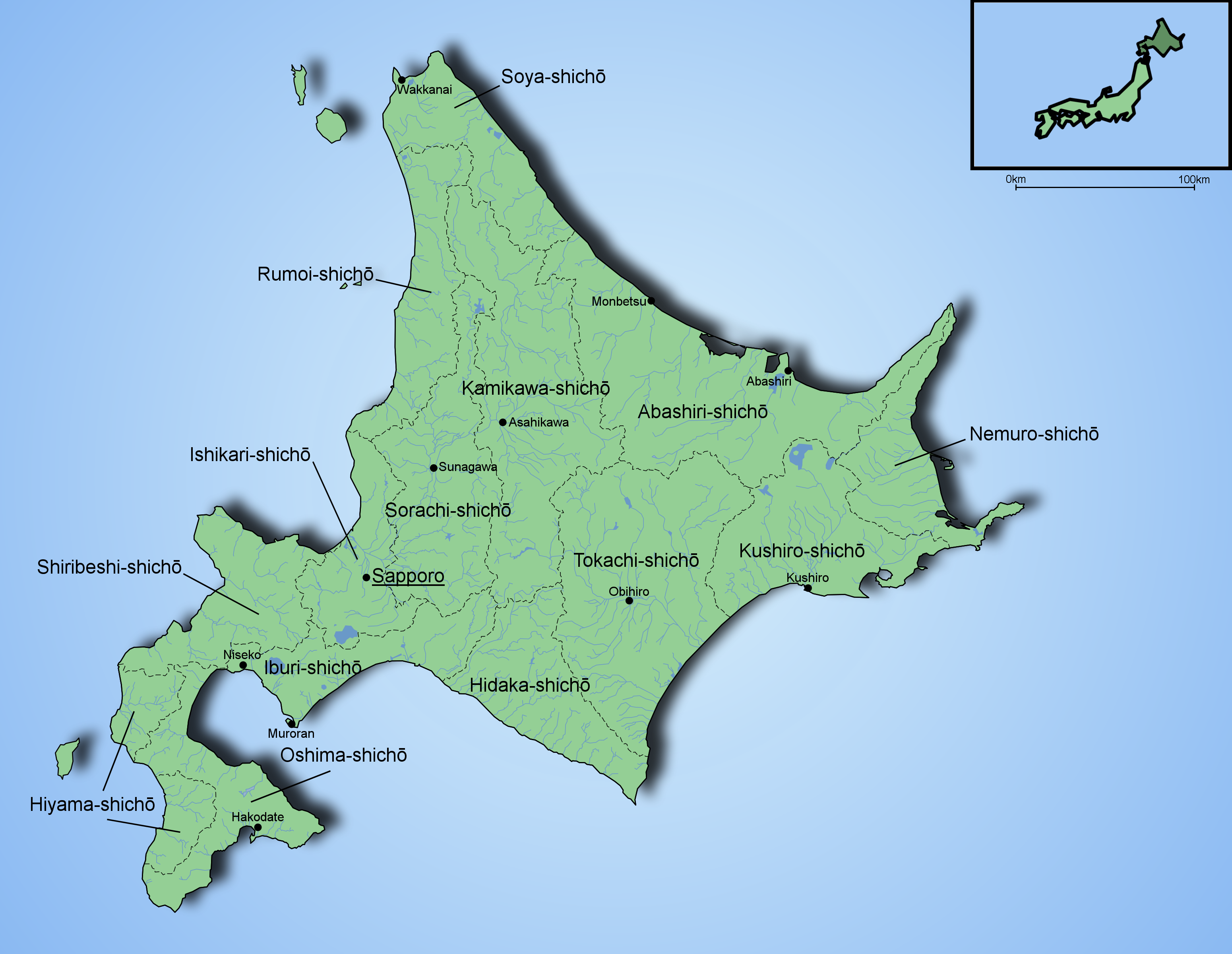
Адміністративний поділ префектури Хоккайдо (без окупованих територій)

На острові Хоккайдо та однойменному регіоні знаходиться префектура Хоккайдо:
| ~ |          |        | Центр   | Площа, км² | Населення, ос. | Густота, ос./км² | Код   |
|   | Хоккайдо | 北海道 | Саппоро | 83 423.84  | 5 229 075      | 62.7             | JP-01 |

## Різне
На честь острова названо астероїди 3720 Хоккайдо та 5114 Едзо.